# Jiahe (socken i Kina, Sichuan)
Jiahe (kinesiska: 嘉禾街道, 嘉禾) är en socken i Kina. Den ligger i provinsen Sichuan, i den sydvästra delen av landet, omkring 140 kilometer öster om provinshuvudstaden Chengdu. Antalet invånare är 66 723. Befolkningen består av 33 282 kvinnor och 33 441 män. Barn under 15 år utgör 14,0 %, vuxna 15-64 år 78 %, och äldre över 65 år 6,0 %.
Genomsnittlig årsnederbörd är 1 374 millimeter. Den regnigaste månaden är juli, med i genomsnitt 247 mm nederbörd, och den torraste är december, med 9 mm nederbörd.